# Jacinto Vásquez
Jacinto Vásquez (Ciudad de Panamá, Panamá, 4 de enero de 1944) es un jockey pura sangre retirado del Salón de la Fama. Montó a dos ganadores del Derby de Kentucky, Foolish Pleasure en 1975 y la potra Genuine Risk en 1980.

## Carrera
Vásquez comenzó a trabajar en el Hipódromo Presidente Remón en Panamá a los 15 años, y se convirtió en un destacado jinete aprendiz allí antes de mudarse a los Estados Unidos en 1960. Residió en Nueva York durante gran parte de su carrera y también participó con frecuencia en el Calder Race Course en Florida. Durante su carrera, Vásquez fue el único jockey que derrotó a Secretary tres veces: en el Wood Memorial con Angle Light, en el Whitney Handicap a bordo de Onion y en la carrera inaugural de Secretary a bordo de Quebec. En 1975, Vásquez fue el jinete habitual tanto del ganador del Derby de Kentucky, Foolish Pleasure, como del ganador de la Triple Tiara, Ruffian. Cuando se fijó "El Gran Match Race" el 6 de julio de 1975, entre los dos caballos se dispuso, Vásquez optó por montar a Rufián, dejando Foolish Pleasure para Braulio Baeza. A partir de febrero de 1984, Jacinto Vásquez cumplió una suspensión de un año por intentar sobornar a otro jockey, un cargo que se remontaba a 1975 y que él negó con vehemencia y que había luchado en audiencias ante las autoridades hípicas y en los tribunales durante casi diez años.Vásquez fue el jockey líder en Calder cinco veces, en las temporadas que terminaron en 1973, 1974, 1980, 1981 y 1991. A lo largo de sus 37 años de carrera, corrió 37.392 veces y ganó el 14% de sus carreras. Cuando se retiró en 1996, ocupaba el puesto 15 en la lista de victorias de todos los tiempos para jinetes. Fue elegido miembro del Museo Nacional de Carreras y Salón de la Fama en 1998 y del Salón de la Fama de Calder en 1999. Desde que se retiró como jockey, Jacinto Vásquez ha seguido en las carreras y ahora entrena caballos en Ocala, Florida.